# Sylvie Silva
Sylvie Da Costa Silva (Guimarães, 28 de abril de 1999) é uma modelo portuguesa vencedora do concurso de beleza Miss Universo Portugal 2019. Sendo assim, representou Portugal no Miss Universo 2019, onde foi classificada no Top 20.